# Jozef Geefs
Joseph Germain "Jozef" Geefs  (Amberes, 23 de diciembre de 1808 - Bruselas, 9 de octubre de 1885) fue un escultor belga.

## Datos biográficos
Geefs estudió en la Real Academia de Bellas Artes de Amberes y en la École des Beaux-Arts en París. En 1836 ganó el Premio de Roma .  En 1841 se convirtió en profesor de escultura y anatomía en la Academia de Amberes, en 1876 se convirtió en gerente de la institución. Fue director del Museo Real de Bellas Artes de Amberes. fue maestro de entre otros muchos  Bart van Hove y Jef Lambeaux. Su hermano William también fue un escultor.
Geefs estuvo casado con una hija del arquitecto Louis Roelandt y fue probablemente el autor del retrato en medallón sobre su tumba. Geefs murió en Bruselas, fue enterrado en Berchem. Geefs fue oficial de la Orden de Leopold (1859). 

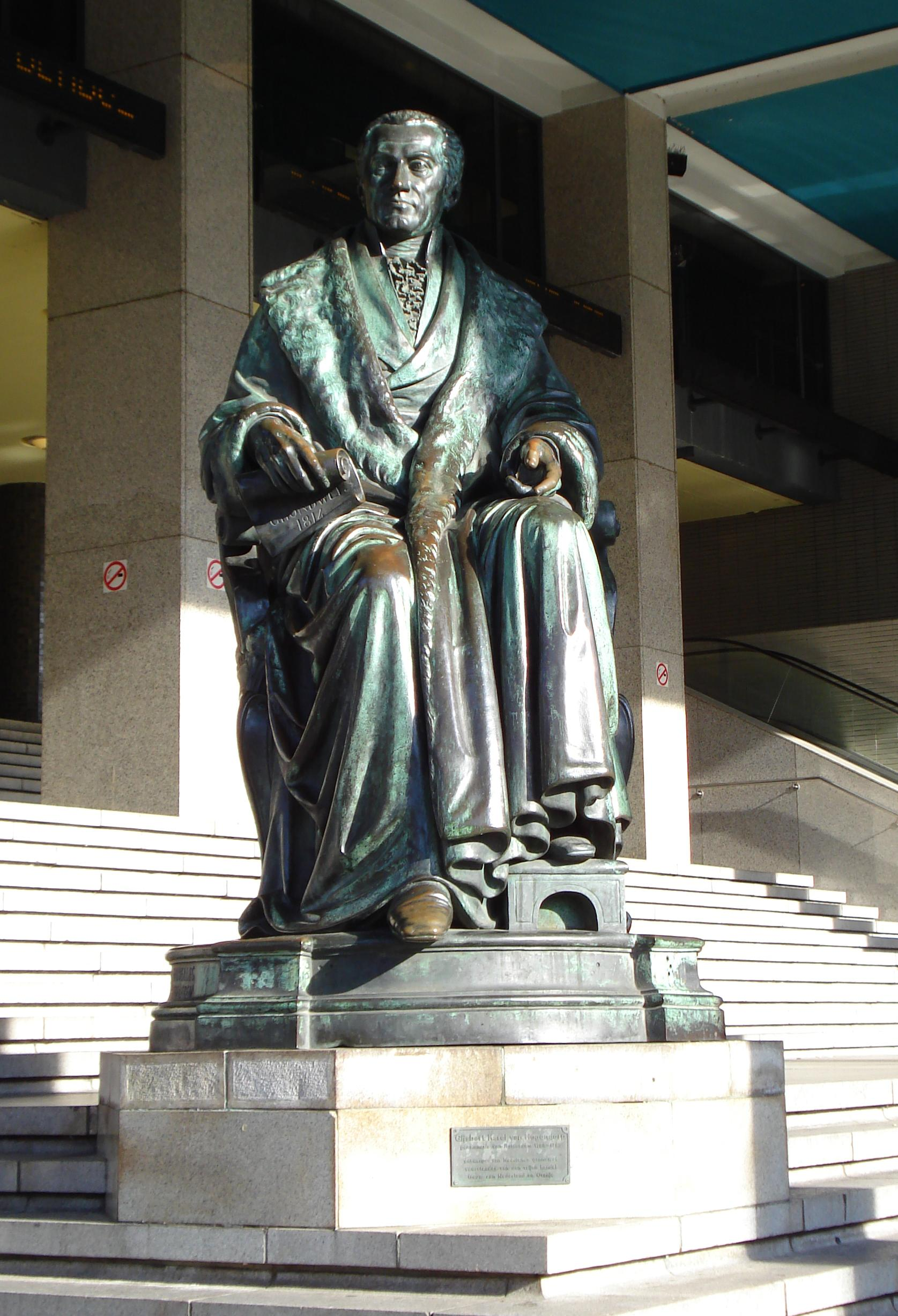
Van Hogendorp (1867).

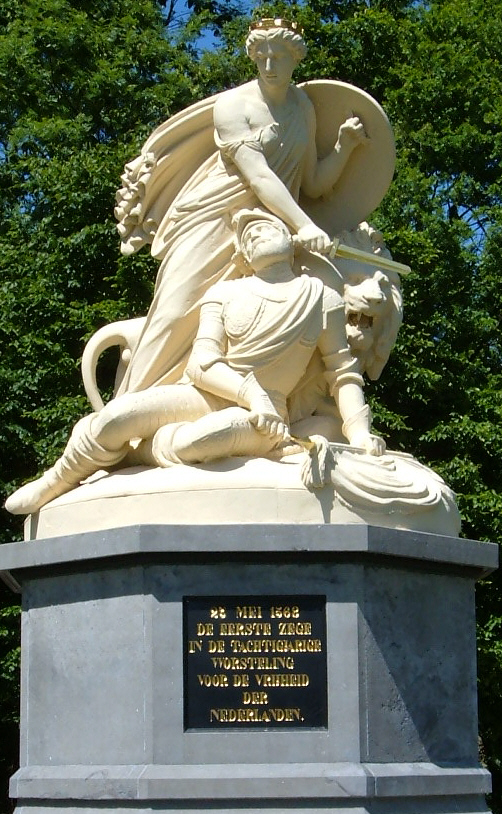
Monumento (1872) de la Batalla de Heiligerlee (1568)
(diseño de Johannes Hinderikus Egenberger).

## Obras

### Bélgica
Amberes
- Jager met buit (cazador) en el Zoológico de Amberes
- Piloto indio atacado por dos tigres (1869), en el Zoológico de Amberes,
- Estatua ecuestre de Leopoldo I de Bélgica (1872)

Bruselas
- El genio del diablo (1864) en el Real Museo de Bellas Artes (Ver imagen)

Malinas
- Retratos en nichos de los Cuatro evangelistas ,  1867 en la Iglesia de San Pedro y San Pablo [5][6]
- Estatuas de los apóstoles,  1867 en la misma iglesia

### Países Bajos
Heiligerlee
- Monumento a Adolfo de Nassau (1873), diseñado por Johannes Hinderikus Egenberger

Róterdam
- Gijsbert Karel van Hogendorp[7] (1867), Coolsingel (Ver imagen)

Tilburgo
- Retrato del rey Guillermo II, medallón del obelisco  (1874)[8] (Ver imagen)

## Galería

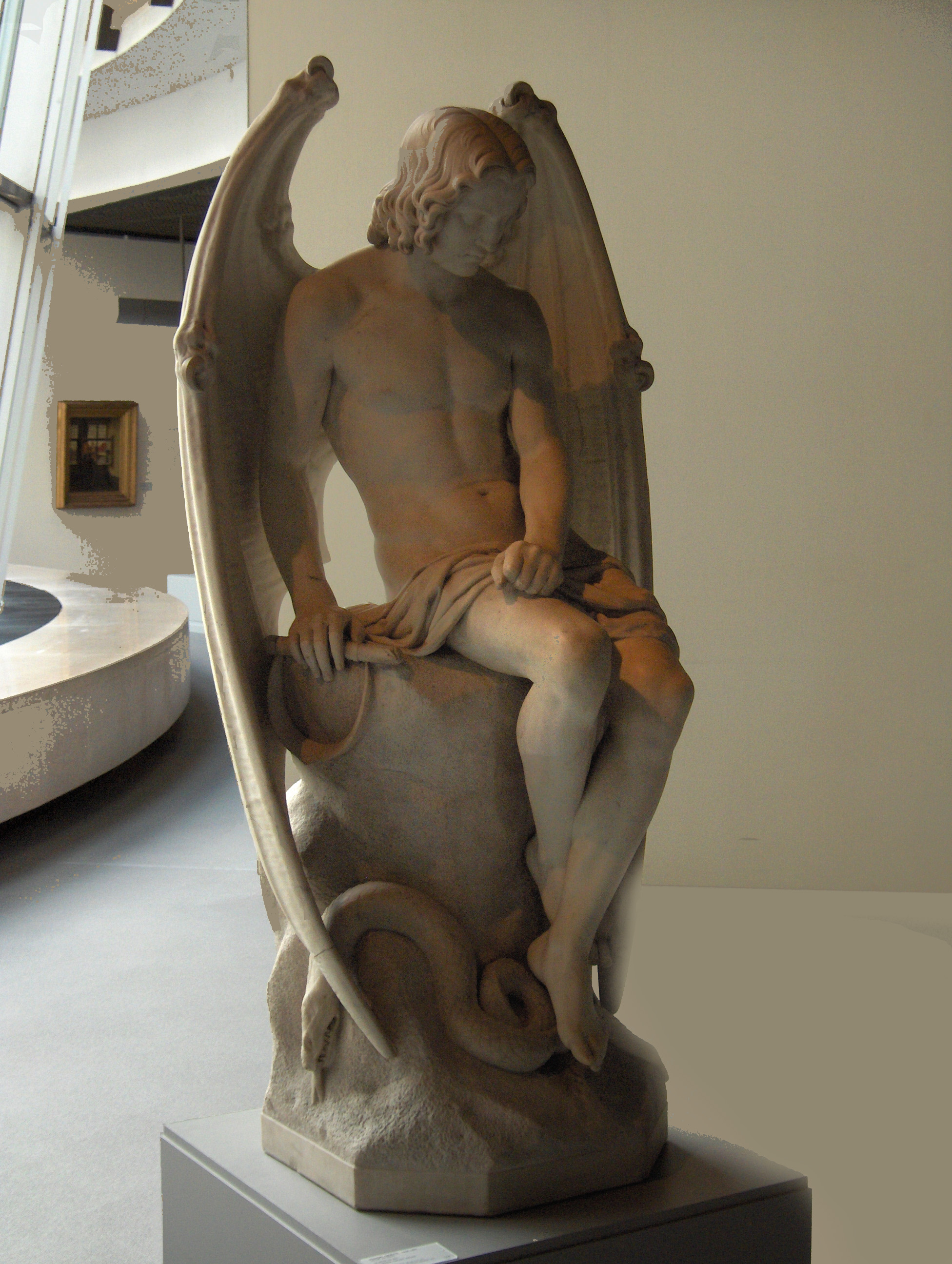
1864
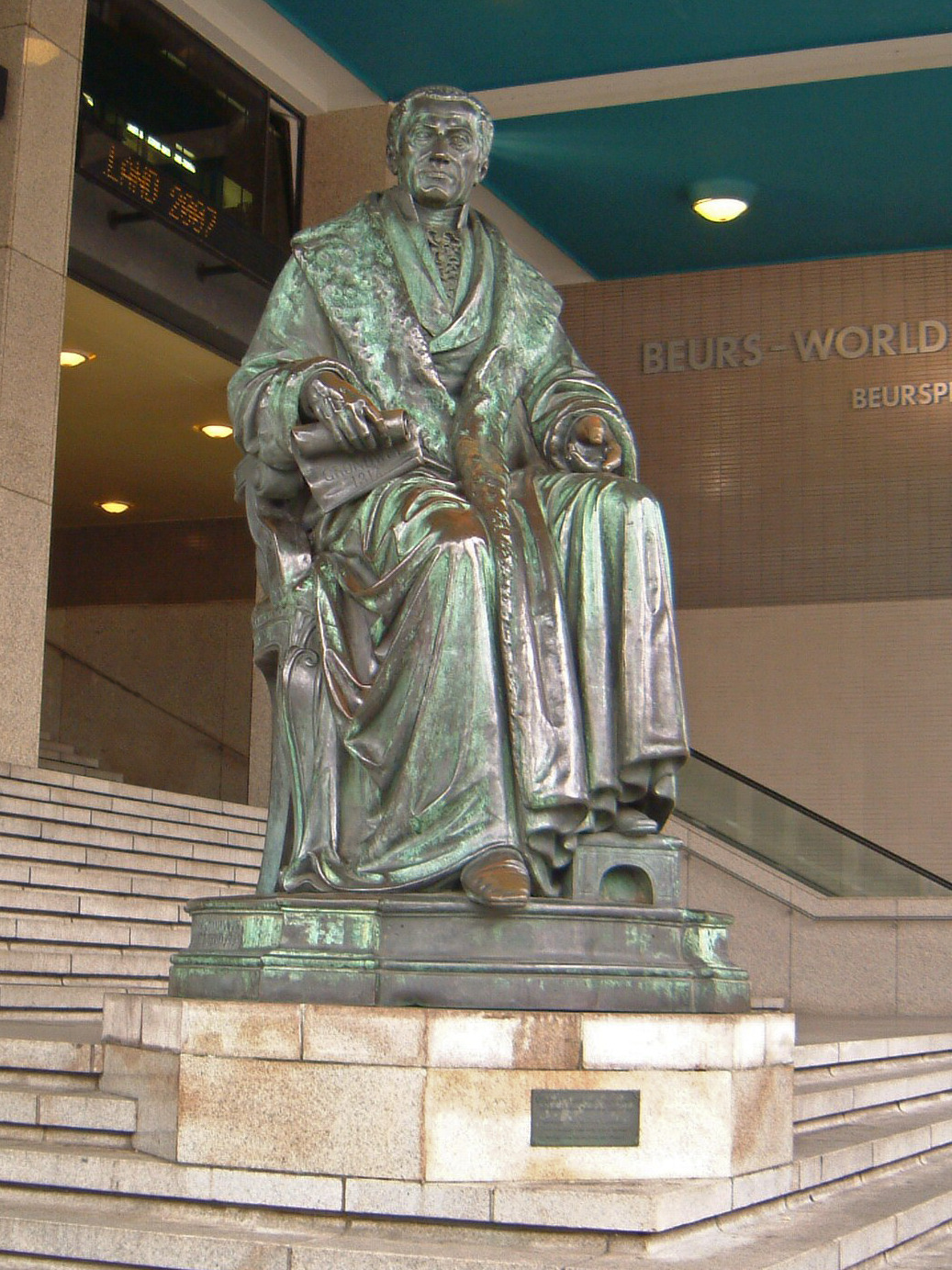
1867
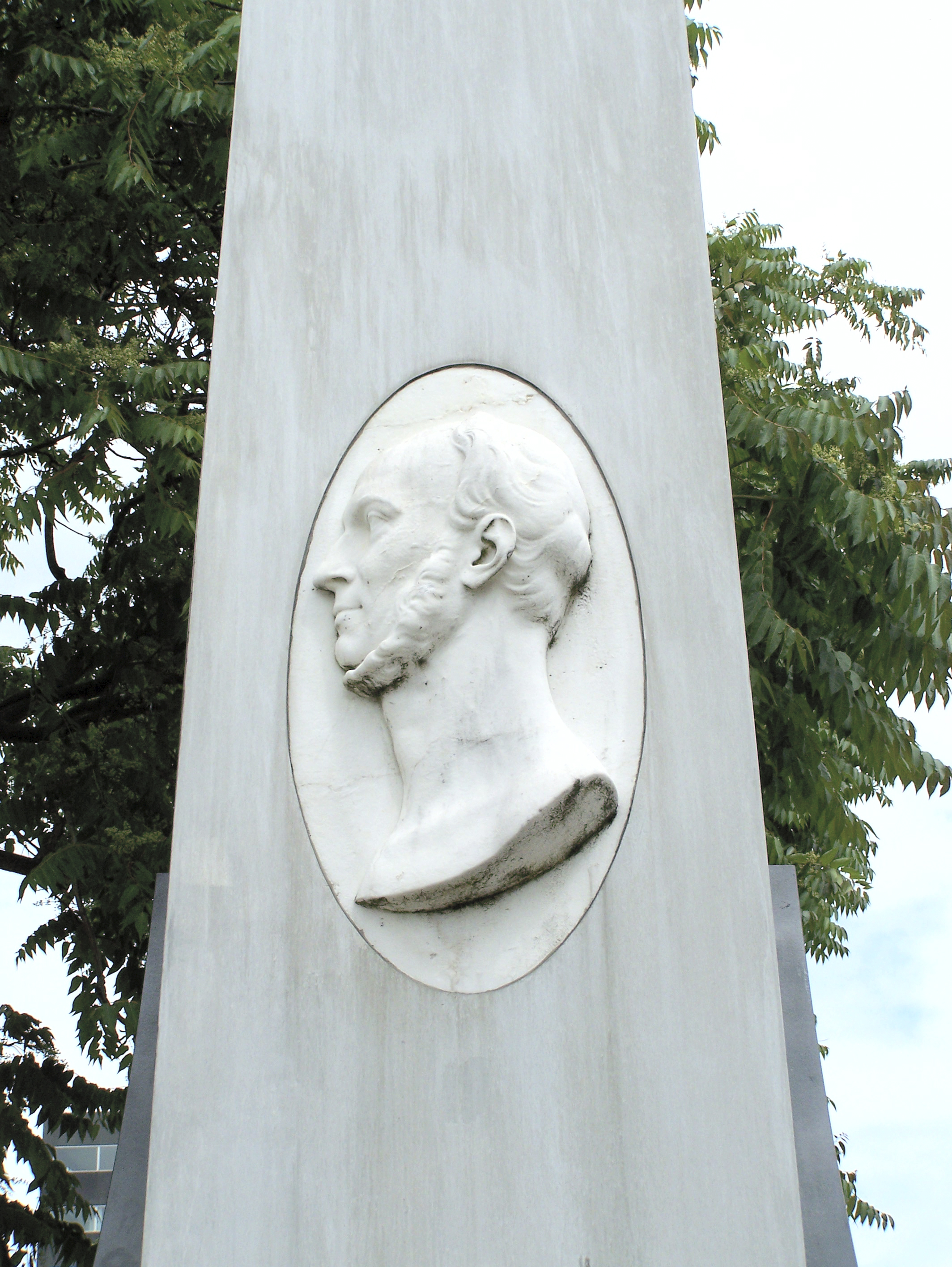
1874
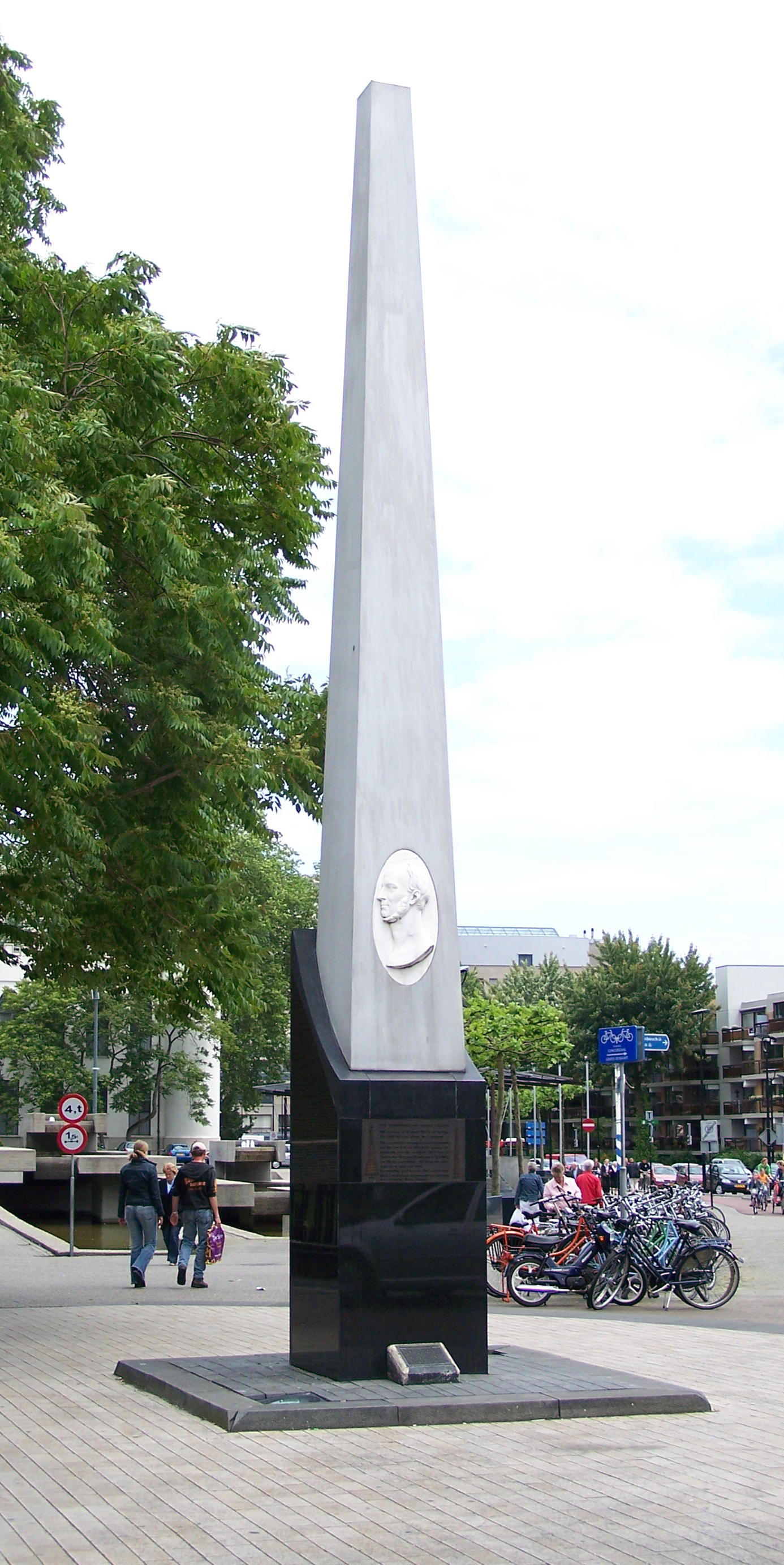
1874